# Micrathyria pirassunungae
Micrathyria pirassunungae is een libellensoort uit de familie van de korenbouten (Libellulidae), onderorde echte libellen (Anisoptera).
De wetenschappelijke naam Micrathyria pirassunungae is voor het eerst geldig gepubliceerd in 1953 door Santos.